# Coupe du monde de ski acrobatique 2019-2020
Navigation
Édition précédente Édition suivante
La Coupe du monde de ski acrobatique 2019-2020 est la 41e saison de la Coupe du monde de ski acrobatique organisé par la Fédération internationale de ski. Elle débute le 7 septembre 2019 à Cardrona en Nouvelle-Zélande et se termine le 21 mars 2020 à Silvaplana en Suisse. Elle regroupe six type d'épreuves : les bosses, le saut acrobatique, le half-pipe, le slopestyle, le ski cross et le big air. Cette édition est marquée par une fin prématurée à cause de la pandémie de maladie à coronavirus de 2019-2020 . Elle sacre la française Perrine Laffont pour la seconde fois consécutive et le canadien Mikaël Kingsbury pour la neuvième fois.

## Programme
53 épreuves sont prévues en individuel à la fois chez les hommes et chez les femmes, plus une épreuve de big air par équipe. Elles ont lieu sur 37 sites répartis dans seize pays de quatre continents. Néanmoins les annulations réduisent ces chiffres à 48 épreuves, 32 sites et 15 pays :
- 8 épreuves de saut acrobatique (dont 1 annulée) + 1 épreuve disputée par équipe mixte.

| \| Chimbulak Deer Valley Krasnoïarsk Moscou Raubichi Shimao Lotus Mountain Tbilissi \| Sites des compétitions de saut acrobatique |
| Chimbulak Deer Valley Krasnoïarsk Moscou Raubichi Shimao Lotus Mountain Tbilissi                                                  |

| Chimbulak Deer Valley Krasnoïarsk Moscou Raubichi Shimao Lotus Mountain Tbilissi |

- 13 épreuves de ski de bosses (dont 5 en parallèle)

| \| Calgary Deer Valley Idre Krasnoïarsk Mont Tremblant Ruka Shymbulak Tazawako Thaiwoo \| Sites des compétitions de ski de bosses |
| Calgary Deer Valley Idre Krasnoïarsk Mont Tremblant Ruka Shymbulak Tazawako Thaiwoo                                               |

| Calgary Deer Valley Idre Krasnoïarsk Mont Tremblant Ruka Shymbulak Tazawako Thaiwoo |

- 15 épreuves de ski cross (dont 1 annulée)

| \| Idre Nakiska Secret Garden Sunny Valley \| Sites des compétitions de ski cross (hors Alpes) |
| Idre Nakiska Secret Garden Sunny Valley                                                        |

| Idre Nakiska Secret Garden Sunny Valley |

| \| Arosa Feldberg San Candido Megève Montafon Val Thorens Veysonnaz \| Sites des compétitions de ski cross dans les Alpes |
| Arosa Feldberg San Candido Megève Montafon Val Thorens Veysonnaz                                                          |

| Arosa Feldberg San Candido Megève Montafon Val Thorens Veysonnaz |

| \| Idre Nakiska Secret Garden Sunny Valley \| Sites des compétitions de ski cross (hors Alpes) |
| Idre Nakiska Secret Garden Sunny Valley                                                        |

| Idre Nakiska Secret Garden Sunny Valley |

| \| Arosa Feldberg San Candido Megève Montafon Val Thorens Veysonnaz \| Sites des compétitions de ski cross dans les Alpes |
| Arosa Feldberg San Candido Megève Montafon Val Thorens Veysonnaz                                                          |

| Arosa Feldberg San Candido Megève Montafon Val Thorens Veysonnaz |

- 15 épreuves de freeski (dont 2 annulées) soit :
  - 5 épreuves de half-pipe
  - 6 épreuves de slopestyle (dont 1 annulée)
  - 4 épreuves de big air (dont 1 annulée)

## Classements

### Général
| Rang | Nom              | Points | Victoire(s) | Podium(s) |
| ---- | ---------------- | ------ | ----------- | --------- |
| 1    | Mikaël Kingsbury | 94.00  | 7           | 10        |
| 2    | Noah Bowman      | 73.00  | 1           | 4         |
| 3    | Aaron Blunck     | 72.00  | 2           | 4         |
| 4    | Kevin Drury      | 69.82  | 4           | 8         |
| 5    | Ikuma Horishima  | 63.90  | 3           | 10        |

| Rang | Nom               | Points | Victoire(s) | Podium(s) |
| ---- | ----------------- | ------ | ----------- | --------- |
| 1    | Perrine Laffont   | 89.60  | 8           | 9         |
| 2    | Sandra Näslund    | 77.73  | 3           | 10        |
| 3    | Fanny Smith       | 72.36  | 4           | 8         |
| 4    | Valeriya Demidova | 69.00  | 1           | 5         |
| 5    | Laura Peel        | 67.00  | 3           | 4         |

### Discipline

#### Ski cross
| Rang | Nom               | Points | Victoire(s) | Podium(s) |
| ---- | ----------------- | ------ | ----------- | --------- |
| 1    | Kevin Drury       | 768    | 4           | 8         |
| 2    | Ryan Regez        | 454    | 2           | 4         |
| 3    | Brady Leman       | 428    |             | 2         |
| 4    | Bastien Midol     | 406    |             | 3         |
| 5    | Florian Wilmsmann | 342    |             | 1         |

| Rang | Nom                      | Points | Victoire(s) | Podium(s) |
| ---- | ------------------------ | ------ | ----------- | --------- |
| 1    | Sandra Näslund           | 855    | 3           | 10        |
| 2    | Fanny Smith              | 796    | 4           | 8         |
| 3    | Marielle Thompson        | 709    | 3           | 5         |
| 4    | Marielle Berger Sabbatel | 503    | 1           | 2         |
| 5    | Alexandra Ebedo          | 445    |             | 1         |

#### Bosses
| Rang | Nom              | Points | Victoire(s) | Podium(s) |
| ---- | ---------------- | ------ | ----------- | --------- |
| 1    | Mikaël Kingsbury | 940    | 7           | 10        |
| 2    | Ikuma Horishima  | 639    | 3           | 10        |
| 3    | Benjamin Cavet   | 531    |             | 4         |
| 4    | Dmitriy Reiherd  | 362    |             | 2         |
| 5    | Matt Graham      | 331    |             | 0         |

| Rang | Nom                     | Points | Victoire(s) | Podium(s) |
| ---- | ----------------------- | ------ | ----------- | --------- |
| 1    | Perrine Laffont         | 896    | 8           | 9         |
| 2    | Jakara Anthony          | 564    |             | 4         |
| 3    | Jaelin Kauf             | 470    | 1           | 4         |
| 4    | Justine Dufour-Lapointe | 460    | 1           | 4         |
| 5    | Hannah Soar             | 423    |             | 2         |

#### Saut acrobatique
| Rang | Nom           | Points | Victoire(s) | Podium(s) |
| ---- | ------------- | ------ | ----------- | --------- |
| 1    | Noé Roth      | 386    | 1           | 4         |
| 2    | Pavel Krotov  | 334    | 1           | 2         |
| 3    | Maxim Burov   | 323    | 1           | 2         |
| 4    | Pirmin Werner | 284    |             | 1         |
| 5    | Lewis Irving  | 267    |             | 2         |

| Rang | Nom                      | Points | Victoire(s) | Podium(s) |
| ---- | ------------------------ | ------ | ----------- | --------- |
| 1    | Laura Peel               | 469    | 3           | 4         |
| 2    | Xu Mengtao               | 351    | 2           | 3         |
| 3    | Aliaksandra Ramanouskaya | 260    | 1           | 3         |
| 4    | Megan Nick               | 254    |             | 2         |
| 5    | Sicun Xu                 | 214    |             | 2         |

#### Big air
| Rang | Nom              | Points | Victoire(s) | Podium(s) |
| ---- | ---------------- | ------ | ----------- | --------- |
| 1    | Birk Ruud        | 310    | 1           | 4         |
| 2    | Alexander Hall   | 240    | 2           | 2         |
| 3    | Antoine Adelisse | 188    | 1           | 2         |
| 4    | Tean Harle       | 185    |             | 2         |
| 5    | Elias Syrja      | 144    |             | 0         |

| Rang | Nom              | Points | Victoire(s) | Podium(s) |
| ---- | ---------------- | ------ | ----------- | --------- |
| 1    | Giulia Tanno     | 240    |             | 3         |
| 2    | Mathilde Gremaud | 200    | 2           | 3         |
| 3    | Johanne Killi    | 195    | 1           | 1         |
| 4    | Megan Oldham     | 121    |             |           |
| 5    | Silvia Bertagna  | 115    |             | 1         |

#### Half-pipe
| Rang | Nom            | Points | Victoire(s) | Podium(s) |
| ---- | -------------- | ------ | ----------- | --------- |
| 1    | Aaron Blunck   | 340    | 2           | 4         |
| 2    | Noah Bowman    | 320    | 1           | 4         |
| 3    | Birk Irving    | 260    | 1           | 2         |
| 4    | Brendan MacKay | 215    |             | 1         |
| 5    | Lyman Currier  | 178    |             | 2         |

| Rang | Nom               | Points | Victoire(s) | Podium(s) |
| ---- | ----------------- | ------ | ----------- | --------- |
| 1    | Valeriya Demidova | 300    | 1           | 5         |
| 2    | Rachael Karker    | 280    |             | 4         |
| 3    | Kexin Zhang       | 240    | 1           | 1         |
| 4    | Fanghui Li        | 205    |             | 1         |
| 5    | Gu Ailing         | 180    | 1           | 2         |

#### Slopestyle
| Rang | Nom              | Points | Victoire(s) | Podium(s) |
| ---- | ---------------- | ------ | ----------- | --------- |
| 1    | Andri Ragettli   | 265    | 2           | 2         |
| 2    | Colby Stevenson  | 220    |             | 3         |
| 3    | Fabian Bösch     | 199    |             | 1         |
| 4    | Birk Ruud        | 158    | 1           | 1         |
| 5    | Mark Hendrickson | 146    | 1           | 1         |

| Rang | Nom              | Points | Victoire(s) | Podium(s) |
| ---- | ---------------- | ------ | ----------- | --------- |
| 1    | Sarah Höfflin    | 192    | 1           | 2         |
| 2    | Marin Hamill     | 161    |             |           |
| 3    | Johanne Killi    | 154    |             | 1         |
| 4    | Mathilde Gremaud | 146    |             | 1         |
| 5    | Giulia Tanno     | 133    |             | 1         |

## Calendrier et podiums

### Hommes
| N° | Date             | Lieu                  | Épreuve             | Vainqueur                                                              | Second                                                                 | Troisième                                                              |
| -- | ---------------- | --------------------- | ------------------- | ---------------------------------------------------------------------- | ---------------------------------------------------------------------- | ---------------------------------------------------------------------- |
| 1  | 7 septembre 2019 | Cardrona              | Half-pipe           | Birk Irving                                                            | Noah Bowman                                                            | Aaron Blunck                                                           |
| 2  | 3 novembre 2019  | Modène                | Big air             | Alexander Hall                                                         | Birk Ruud                                                              | Andri Ragettli                                                         |
| -  | 24 novembre 2018 | Stubaital             | Slopestyle          | Épreuve annulée en raison des mauvaises conditions météo.              | Épreuve annulée en raison des mauvaises conditions météo.              | Épreuve annulée en raison des mauvaises conditions météo.              |
| 3  | 6 décembre 2019  | Val Thorens           | Ski cross           | Kevin Drury                                                            | Youri Duplessis Kergomard                                              | Ryan Regez                                                             |
| 4  | 7 décembre 2019  | Val Thorens           | Ski cross           | Kristofor Mahler                                                       | Bastien Midol                                                          | Jean-Frédéric Chapuis                                                  |
| 5  | 7 décembre 2019  | Ruka                  | Bosses              | Mikaël Kingsbury                                                       | Ikuma Horishima                                                        | Walter Wallberg                                                        |
| 6  | 13 décembre 2019 | Copper Mountain       | Half-pipe           | Aaron Blunck                                                           | David Wise                                                             | Noah Bowman                                                            |
| 7  | 14 décembre 2019 | Montafon              | Ski cross           | Ryan Regez                                                             | Kristofor Mahler                                                       | Brady Leman                                                            |
| 8  | 14 décembre 2019 | Pékin                 | Big air             | Birk Ruud                                                              | Teal Harle                                                             | Jesper Tjäder                                                          |
| 9  | 14 décembre 2019 | Thaiwoo               | Bosses              | Ikuma Horishima                                                        | Mikaël Kingsbury                                                       | Benjamin Cavet                                                         |
| 10 | 15 décembre 2019 | Thaiwoo               | Bosses en parallèle | Mikaël Kingsbury                                                       | Benjamin Cavet                                                         | Ikuma Horishima                                                        |
| 11 | 17 décembre 2019 | Arosa                 | Ski cross           | Kevin Drury                                                            | Viktor Andersson                                                       | Alex Fiva                                                              |
| 12 | 20 décembre 2019 | Secret Garden         | Half-pipe           | Noah Bowman                                                            | Aaron Blunck                                                           | Lyman Currier                                                          |
| 13 | 21 décembre 2019 | Atlanta               | Big air             | Alexander Hall                                                         | Antoine Adelisse                                                       | Teal Harle                                                             |
| 14 | 21 décembre 2019 | San Candido           | Ski cross           | Kevin Drury                                                            | Florian Wilmsmann                                                      | Jonathan Midol                                                         |
| 15 | 22 décembre 2019 | San Candido           | Ski cross           | Joos Berry                                                             | Bastien Midol                                                          | Jonas Lenherr                                                          |
| 16 | 21 décembre 2019 | Shimao Lotus Mountain | Saut                | Qi Guangpu                                                             | Jia Zongyang                                                           | Noé Roth                                                               |
| 17 | 22 décembre 2019 | Shimao Lotus Mountain | Saut                | Qi Guangpu                                                             | Maxim Burov                                                            | Jia Zongyang                                                           |
| -  | 11 janvier 2020  | Düsseldorf            | Big air             | Épreuve annulée.                                                       | Épreuve annulée.                                                       | Épreuve annulée.                                                       |
| 18 | 11 janvier 2020  | Font-Romeu            | Slopestyle          | Mark Hendrickson                                                       | Jesper Tjäder                                                          | Cody Laplante                                                          |
| 19 | 18 janvier 2020  | Nakiska               | Ski cross           | Reece Howden                                                           | Kevin Drury                                                            | Daniel Bohnacker                                                       |
| 20 | 18 janvier 2020  | Alpe de Siusi         | Slopestyle          | Birk Ruud                                                              | Fabian Bösch                                                           | Colby Stevenson                                                        |
| 21 | 25 janvier 2020  | Idre                  | Ski cross           | Ryan Regez                                                             | Brady Leman                                                            | François Place                                                         |
| 22 | 26 janvier 2020  | Idre                  | Ski cross           | Daniel Bohnacker                                                       | Kevin Drury                                                            | Ryan Regez                                                             |
| 23 | 25 janvier 2020  | Mont-Tremblant        | Bosses              | Mikaël Kingsbury                                                       | Ikuma Horishima                                                        | Benjamin Cavet                                                         |
| -  | 25 janvier 2020  | Moscou                | Saut                | Épreuve reportée au 15 février en raison de températures trop élevées. | Épreuve reportée au 15 février en raison de températures trop élevées. | Épreuve reportée au 15 février en raison de températures trop élevées. |
| 24 | 30 janvier 2020  | Mammoth Mountain      | Slopestyle          | Andri Ragettli                                                         | Colby Stevenson                                                        | Deven Fagan                                                            |
| 25 | 1er février 2020 | Mammoth Mountain      | Half-pipe           | Aaron Blunck                                                           | Noah Bowman                                                            | Lyman Currier                                                          |
| 26 | 1er février 2020 | Megève                | Ski cross           | Kevin Drury                                                            | Bastien Midol                                                          | Tim Hronek                                                             |
| 27 | 1er février 2020 | Calgary               | Bosses              | Mikaël Kingsbury                                                       | Walter Wallberg                                                        | Dmitriy Reiherd                                                        |
| 28 | 6 février 2020   | Deer Valley           | Bosses              | Ikuma Horishima                                                        | Mikaël Kingsbury                                                       | Félix Elofsson                                                         |
| 29 | 7 février 2020   | Deer Valley           | Bosses en parallèle | Mikaël Kingsbury                                                       | Benjamin Cavet                                                         | Walter Wallberg                                                        |
| 30 | 8 février 2020   | Deer Valley           | Saut                | Maxim Burov                                                            | Noé Roth                                                               | Ilya Burov                                                             |
| -  | 8 février 2020   | Feldberg              | Ski cross           | Épreuves annulées en raison de températures trop élevées.              | Épreuves annulées en raison de températures trop élevées.              | Épreuves annulées en raison de températures trop élevées.              |
| -  | 9 février 2020   | Feldberg              | Ski cross           | Épreuves annulées en raison de températures trop élevées.              | Épreuves annulées en raison de températures trop élevées.              | Épreuves annulées en raison de températures trop élevées.              |
| 31 | 14 février 2020  | Calgary               | Half-pipe           | Gus Kenworthy                                                          | Brendan MacKay                                                         | Birk Irving                                                            |
| 32 | 15 février 2020  | Calgary               | Slopestyle          | Andri Ragettli                                                         | Colby Stevenson                                                        | Nick Goepper                                                           |
| -  | 15 février 2020  | Tbilissi              | Saut                | Épreuve annulée.                                                       | Épreuve annulée.                                                       | Épreuve annulée.                                                       |
| 33 | 15 février 2020  | Moscou                | Saut                | Pavel Krotov                                                           | Noé Roth                                                               | Pavel Dik                                                              |
| 34 | 22 février 2020  | Raubichi              | Saut                | Justin Schoenefeld                                                     | Lewis Irving                                                           | Christopher Lillis                                                     |
| 35 | 22 février 2020  | Tazawako              | Bosses              | Mikaël Kingsbury                                                       | Dmitriy Reiherd                                                        | Laurent Dumais                                                         |
| 36 | 23 février 2020  | Tazawako              | Bosses en parallèle | Épreuve annulée pour mauvaises conditions climatiques                  | Épreuve annulée pour mauvaises conditions climatiques                  | Épreuve annulée pour mauvaises conditions climatiques                  |
| 37 | 23 février 2020  | Sunny Valley          | Ski cross           | Marc Bischofberger                                                     | Kevin Drury                                                            | Arnaud Bovolenta                                                       |
| 38 | 29 février 2020  | Deštné                | Big air             | Antoine Adelisse                                                       | Birk Ruud                                                              | UlriK Salmnoey                                                         |
| 39 | 28 février 2020  | Chimbulak             | Saut                | Christopher Lillis                                                     | Pirmin Werner                                                          | Pavel Dik                                                              |
| 40 | 1er mars 2020    | Chimbulak             | Bosses en parallèle | Ikuma Horishima                                                        | Mikaël Kingsbury                                                       | Laurent Dumais                                                         |
| -  | 1er mars 2020    | Secret Garden         | Skicross            | Épreuve annulée.                                                       | Épreuve annulée.                                                       | Épreuve annulée.                                                       |
| 41 | 7 mars 2020      | Krasnoïarsk           | Saut                | Noé Roth                                                               | Pavel Krotov                                                           | Lewis Irving                                                           |
| 42 | 8 mars 2020      | Krasnoïarsk           | Bosses              | Mikaël Kingsbury                                                       | Thomas Gerken Schofield                                                | Bradley Wilson                                                         |
| 43 | 14 mars 2020     | Idre                  | Bosses              | Épreuves annulées en raison de l'épidémie de Covid-19                  | Épreuves annulées en raison de l'épidémie de Covid-19                  | Épreuves annulées en raison de l'épidémie de Covid-19                  |
| 44 | 15 mars 2020     | Idre                  | Bosses en parallèle | Épreuves annulées en raison de l'épidémie de Covid-19                  | Épreuves annulées en raison de l'épidémie de Covid-19                  | Épreuves annulées en raison de l'épidémie de Covid-19                  |
| 45 | 14 mars 2020     | Veysonnaz             | Ski cross           | Épreuves annulées en raison de l'épidémie de Covid-19                  | Épreuves annulées en raison de l'épidémie de Covid-19                  | Épreuves annulées en raison de l'épidémie de Covid-19                  |
| 46 | 21 mars 2020     | Silvaplana            | Slopestyle          | Épreuves annulées en raison de l'épidémie de Covid-19                  | Épreuves annulées en raison de l'épidémie de Covid-19                  | Épreuves annulées en raison de l'épidémie de Covid-19                  |

### Femmes
| N° | Date             | Lieu                  | Épreuve             | Vainqueur                                                              | Second                                                                 | Troisième                                                              |
| -- | ---------------- | --------------------- | ------------------- | ---------------------------------------------------------------------- | ---------------------------------------------------------------------- | ---------------------------------------------------------------------- |
| 1  | 7 septembre 2019 | Cardrona              | Half-pipe           | Kexin Zhang                                                            | Eileen Gu                                                              | Valeriya Demidova                                                      |
| 2  | 3 novembre 2019  | Modène                | Big air             | Mathilde Gremaud                                                       | Giulia Tanno                                                           | Dara Howell                                                            |
| -  | 24 novembre 2018 | Stubaital             | Slopestyle          | Épreuve annulée.                                                       | Épreuve annulée.                                                       | Épreuve annulée.                                                       |
| 3  | 6 décembre 2019  | Val Thorens           | Ski cross           | Sandra Näslund                                                         | Courtney Hoffos                                                        | India Sherret                                                          |
| 4  | 7 décembre 2019  | Val Thorens           | Ski cross           | Fanny Smith                                                            | Sandra Näslund                                                         | Courtney Hoffos                                                        |
| 5  | 7 décembre 2019  | Ruka                  | Bosses              | Perrine Laffont                                                        | Anri Kawamura                                                          | Britteny Cox                                                           |
| 6  | 13 décembre 2019 | Copper Mountain       | Half-pipe           | Zoe Atkin                                                              | Brita Sigourney                                                        | Rachael Karker                                                         |
| 7  | 14 décembre 2019 | Montafon              | Ski cross           | Marielle Thompson                                                      | Sandra Näslund                                                         | Courtney Hoffos                                                        |
| 8  | 14 décembre 2019 | Pékin                 | Big air             | Johanne Killi                                                          | Giulia Tanno                                                           | Silvia Bertagna                                                        |
| 9  | 14 décembre 2019 | Thaiwoo               | Bosses              | Perrine Laffont                                                        | Yuliya Galysheva                                                       | Justine Dufour-Lapointe                                                |
| 10 | 15 décembre 2019 | Thaiwoo               | Bosses en parallèle | Perrine Laffont                                                        | Jaelin Kauf                                                            | Hannah Soar                                                            |
| 11 | 17 décembre 2019 | Arosa                 | Ski cross           | Marielle Thompson                                                      | Fanny Smith                                                            | Sandra Näslund                                                         |
| 12 | 20 décembre 2019 | Secret Garden         | Half-pipe           | Valeriya Demidova                                                      | Rachael Karker                                                         | Fanghui Li                                                             |
| 13 | 21 décembre 2019 | Atlanta               | Big air             | Mathilde Gremaud                                                       | Giulia Tanno                                                           | Isabel Atkin                                                           |
| 14 | 21 décembre 2019 | San Candido           | Ski cross           | Marielle Berger Sabbatel                                               | Sandra Näslund                                                         | Brittany Phelan                                                        |
| 15 | 22 décembre 2019 | San Candido           | Ski cross           | Fanny Smith                                                            | Marielle Thompson                                                      | Daniela Maier                                                          |
| 16 | 21 décembre 2019 | Shimao Lotus Mountain | Saut                | Xu Mengtao                                                             | Aliaksandra Ramanouskaya                                               | Laura Peel                                                             |
| 17 | 22 décembre 2019 | Shimao Lotus Mountain | Saut                | Xu Mengtao                                                             | Aliaksandra Ramanouskaya                                               | Kong Fanyu                                                             |
| -  | 11 janvier 2020  | Düsseldorf            | Big air             | Épreuve annulée.                                                       | Épreuve annulée.                                                       | Épreuve annulée.                                                       |
| 18 | 11 janvier 2020  | Font-Romeu            | Slopestyle          | Tess Ledeux                                                            | Giulia Tanno                                                           | Sarah Höfflin                                                          |
| 19 | 18 janvier 2020  | Nakiska               | Ski cross           | Sandra Näslund                                                         | Brittany Phelan                                                        | Fanny Smith                                                            |
| 20 | 18 janvier 2020  | Alpe de Siusi         | Slopestyle          | Caroline Claire                                                        | Johanne Killi                                                          | Elena Gaskell                                                          |
| 21 | 25 janvier 2020  | Idre                  | Ski cross           | Fanny Smith                                                            | Sandra Näslund                                                         | Brittany Phelan                                                        |
| 22 | 26 janvier 2020  | Idre                  | Ski cross           | Sandra Näslund                                                         | Fanny Smith                                                            | Marielle Thompson                                                      |
| 23 | 25 janvier 2020  | Mont-Tremblant        | Bosses              | Perrine Laffont                                                        | Yuliya Galysheva                                                       | Anastassia Smirnova                                                    |
| -  | 25 janvier 2020  | Moscou                | Saut                | Épreuve reportée au 15 février en raison de températures trop élevées. | Épreuve reportée au 15 février en raison de températures trop élevées. | Épreuve reportée au 15 février en raison de températures trop élevées. |
| 24 | 30 janvier 2020  | Mammoth Mountain      | Slopestyle          | Sarah Höfflin                                                          | Isabel Atkin                                                           | Maggie Voisin                                                          |
| 25 | 1er février 2020 | Mammoth Mountain      | Half-pipe           | Cassie Sharpe                                                          | Valeriya Demidova                                                      | Rachael Karker                                                         |
| 26 | 1er février 2020 | Megève                | Ski cross           | Marielle Thompson                                                      | Sandra Näslund                                                         | Alexandra Ebedo                                                        |
| 27 | 1er février 2020 | Calgary               | Bosses              | Perrine Laffont                                                        | Yuliya Galysheva                                                       | Justine Dufour-Lapointe                                                |
| 28 | 6 février 2020   | Deer Valley           | Bosses              | Perrine Laffont                                                        | Jakara Anthony                                                         | Justine Dufour-Lapointe                                                |
| 29 | 7 février 2020   | Deer Valley           | Bosses en parallèle | Justine Dufour-Lapointe                                                | Hannah Soar                                                            | Jaelin Kauf                                                            |
| 30 | 8 février 2020   | Deer Valley           | Saut                | Aliaksandra Ramanouskaya                                               | Megan Nick                                                             | Abbey Willcox                                                          |
| -  | 8 février 2020   | Feldberg              | Ski cross           | Épreuves annulées en raison de températures trop élevées.              | Épreuves annulées en raison de températures trop élevées.              | Épreuves annulées en raison de températures trop élevées.              |
| -  | 9 février 2020   | Feldberg              | Ski cross           | Épreuves annulées en raison de températures trop élevées.              | Épreuves annulées en raison de températures trop élevées.              | Épreuves annulées en raison de températures trop élevées.              |
| 31 | 14 février 2020  | Calgary               | Half-pipe           | Gu Ailing                                                              | Rachael Karker                                                         | Valeriya Demidova                                                      |
| 32 | 15 février 2020  | Calgary               | Slopestyle          | Gu Ailing                                                              | Mathilde Gremaud                                                       | Megan Oldham                                                           |
| -  | 15 février 2020  | Tbilissi              | Saut                | Épreuve annulée.                                                       | Épreuve annulée.                                                       | Épreuve annulée.                                                       |
| 33 | 15 février 2020  | Moscou                | Saut                | Hanna Huskova                                                          | Laura Peel                                                             | Sofia Alekseeva                                                        |
| 34 | 22 février 2020  | Raubichi              | Saut                | Laura Peel                                                             | Mengtao Xu                                                             | Sicun Xu                                                               |
| 35 | 22 février 2020  | Tazawako              | Bosses              | Perrine Laffont                                                        | Junko Hishino                                                          | Jakara Anthony                                                         |
| 36 | 23 février 2020  | Tazawako              | Bosses en parallèle | Épreuve annulée en raison des conditions climatiques                   | Épreuve annulée en raison des conditions climatiques                   | Épreuve annulée en raison des conditions climatiques                   |
| 37 | 23 février 2020  | Sunny Valley          | Ski cross           | Fanny Smith                                                            | Marielle Berger-Sabbatel                                               | Daniela Maier                                                          |
| 38 | 29 février 2020  | Deštné                | Big air             | Épreuve annulée                                                        | Épreuve annulée                                                        | Épreuve annulée                                                        |
| 39 | 28 février 2020  | Chimbulak             | Saut                | Nadia Mokhnatska                                                       | Megan Nick                                                             | Zhambota Aldabergenova                                                 |
| 40 | 1er mars 2020    | Chimbulak             | Bosses en parallèle | Jaelin Kauf                                                            | Jakara Anthony                                                         | Perrine Laffont                                                        |
| -  | 1er mars 2020    | Secret Garden         | Skicross            | Épreuve annulée.                                                       | Épreuve annulée.                                                       | Épreuve annulée.                                                       |
| 41 | 7 mars 2020      | Krasnoïarsk           | Saut                | Laura Peel                                                             | Sicun Xu                                                               | Ashley Caldwell                                                        |
| 42 | 8 mars 2020      | Krasnoïarsk           | Bosses              | Perrine Laffont                                                        | Jakara Anthony                                                         | Jaelin Kauf                                                            |
| 43 | 14 mars 2020     | Idre                  | Bosses              | Épreuves annulées en raison de l'épidémie de Covid-19                  | Épreuves annulées en raison de l'épidémie de Covid-19                  | Épreuves annulées en raison de l'épidémie de Covid-19                  |
| 44 | 15 mars 2020     | Idre                  | Bosses en parallèle | Épreuves annulées en raison de l'épidémie de Covid-19                  | Épreuves annulées en raison de l'épidémie de Covid-19                  | Épreuves annulées en raison de l'épidémie de Covid-19                  |
| 45 | 14 mars 2020     | Veysonnaz             | Ski cross           | Épreuves annulées en raison de l'épidémie de Covid-19                  | Épreuves annulées en raison de l'épidémie de Covid-19                  | Épreuves annulées en raison de l'épidémie de Covid-19                  |
| 46 | 21 mars 2020     | Silvaplana            | Slopestyle          | Épreuves annulées en raison de l'épidémie de Covid-19                  | Épreuves annulées en raison de l'épidémie de Covid-19                  | Épreuves annulées en raison de l'épidémie de Covid-19                  |

### Mixte
| Date             | Lieu                  | Épreuve         | Vainqueur                                             | Second                                           | Troisième                                       |
| ---------------- | --------------------- | --------------- | ----------------------------------------------------- | ------------------------------------------------ | ----------------------------------------------- |
| 22 décembre 2019 | Shimao Lotus Mountain | Saut par équipe | Russie - Liubov Nikitina - Pavel Krotov - Maxim Burov | Chine II- Kong Fanyu - Longxiao Yang - Sun Jiaxu | Chine I- Xu Mengtao - Qi Guangpu - Jia Zongyang |